# عبد الله بن يوسف الجديع
عبد الله بن يوسف بن عيسى بن يعقوب اليعقوب الجديع العنزي (1959-) داعية وفقيه ولد في العراق، يشغل منصب رئيس المجلس الأوروبي للإفتاء والبحوث خلفا للشيخ يوسف القرضاوي، وهو مقيم في بريطانيا منذ عام 1993 ويحمل جنسيتها.

## حياته
حصل على الماجستير في فلسفة الدراسات الإسلامية من جامعة لامبيتر ويلز سنة 2006م والدكتوراه في الاقتصاد الإسلامي من جامعة ويلز في موضوع: نقد الآراء الفقهية الإسلامية المعاصرة في الفائدة المصرفية سنة 2011م. وقد بلغت تصانيفه وبحوثه وتحقيقاته المنشورة وقيد النشر قرابة السبعين. كما أَشرف وترأس الفريق الشرعي الذي أصدر أول برنامج حاسوب للحديث الشريف والذي أنتجته شركة (صخر) والمعروف بموسوعة الحديث الشريف.

## مؤلفاته وتحقيقاته
- الأجوبة المرضية في الأسئلة النجدية، دار الإمام مسلم، الأحساء، 1991 م.
- تسمية ما انتهى إلينا من الرواة عن سعيد بن منصور عالياً، لأبي نعيم، دار العاصمة، 1409هـ.
- أبي نعيم الفضل بن دكين عالياً، لأبي نعيم، دار العاصمة، 1409هـ.
- تيسير علم أصول الفقه، مركز البحوث الإسلامية، ليدز، 1997م.
- الرد على من يقول : (الم) حرف، لابن منده، دار العاصمة، 1409 هـ.
- الرسالة المغنية في السكوت ولزوم البيوت، لابن البناء الحنبلي، دار العاصمة، 1409 هـ.
- المفاريد، لأبي يعلى الموصلي، دار الأقصى، الكويت، 1985 م.
- المنتقى من مسند المقلين، لدعلج السجزي، دار الأقصى، الكويت، 1985 م.
- أحكام العورات في ضوء الكتاب والسنة (مخطوط).
- إسلام أحد الزوجين، ومدى تأثيره على عقد النكاح.
- إعفاء اللحية ((دراسة حديثية فقهية)).
- الإعلام بحكم القراءة خلف الإمام (مخطوط).
- التبيين لطرق الأربعين (مخطوط).
- تنقيح النقول من نوادر الأصول للحكيم الترمذي (مخطوط).
- ذم الملاهي، لابن أبي الدنيا.
- علل الحديث (مخطوط).
- الموسيقى والغناء في ميزان الإسلام.
- المقنع في علوم الحديث، لابن الملقن، دار فواز للنشر، الأحساء، 1413 هـ.
- المقدمات الأساسية في علوم القرآن، مركز البحوث الإسلامية، ليدز، 1422 هـ.
- تحرير علوم الحديث، مركز البحوث الإسلامية، ليدز، 1424 هـ.
- اختصاص القرآن بعوده إلى الرحيم الرحمن، لضياء الدين المقدسي، مكتبة الرشد، 1989 م.
- الأسامي والكنى، للإمام أحمد، دار الأقصى، الكويت، 1985م.
- إقامة البرهان على تحريم المحل المكروه (مخطوط).
- تحرير البيان في سجود القرآن (مخطوط).
- حكم الطهارة لغير الصلوات (مخطوط).
- طرق حديث أنزل القرآن على سبعة أحرف (مخطوط).
- العقيدة السلفية في كلام رب البرية، دار الإمام مالك ودار الصميعي، 1995 م.
- كشف اللثام عن طرق حديث غربة الإسلام، مكتبة الرشد، 1989 م.
- أحاديث ذم الغنا والمعازف، دار الأقصى، 1986 م.
- فضل التهليل وثوابه الجزيل، لابن البنا، دار العاصمة، 1409 هـ.
- كشف الالتباس عن أحكام النفاس / مكتبة الصحابة الإسلامية _ الكويت / 1404هـ.
- صفة الزوجة الصالحة في الكتاب والسنة / دار الهجرة _ الدمام / 1990م.
- أبرأ مما يقولون [ براءة الكاتب من أباطيل نسبت إليه ] / دار فواز _ الإحساء / 1992م.
- القناعة لابن السني / مكتبة الرشد _ الرياض / 1989م.
- الأربعون في الحث على الجهاد / لابن عساكر / دار الخلفاء _ الكويت / 1984م.
- المنهاج المختصر في علمي النحو والصرف / مؤسسة الريان _ بيروت / 2000م.